# Seberang Perai Tengah
Seberang Perai Tengah is een district in de Maleisische deelstaat Penang.
Het district telt 372.000 inwoners op een oppervlakte van 240 km².